# Chase Tower (Chicago)
Chase Tower je 10. nejvyšší mrakodrap v Chicagu a stojí v ulici South Dearborn Street. Má 60 pater a výšku 259 m. V budově je asi 200 000 m2 kancelářských prostor, které obsluhuje 50 výtahů. Firma Exelon zde má sídlo, ale dříve zde sídlila Bank One Corporation. Stavba probíhala v letech 1966–1969.